# Équipe de Cuba de baseball
Uniformes
L'équipe de Cuba de baseball représente la Fédération de Cuba de baseball lors des compétitions internationales, comme le Classique mondiale de baseball, les Jeux olympiques ou la Coupe du monde de baseball notamment.

## Histoire
En avril 1930, Cuba remporte à La Havane le premier tournoi de baseball international d'Amérique centrale auquel le Mexique, Panama, Guatemala et El Salvador participaient.
Les résultats de la sélection cubaine se sont améliorés après la révolution cubaine en raison d'une politique publique visant à favoriser le sport de masse et à consolider le statut d’amateur.
En 1965, 1972 et 1982, les Cubains boycottèrent la Coupe du monde pour des raisons politiques.
Lors des Jeux Panaméricains 2007 à Rio de Janeiro, les Cubains remportent un nouveau titre continental en s'imposant 3-1 le 20 juillet en finale face aux États-Unis. Le 18 novembre, les États-Unis prennent leur revanche en s'imposant 6-3 en finale de la Coupe du monde, interrompant la série de neuf titres consécutifs acquis par Cuba depuis 1984 et 20 titres si on compte pas les boycotts.
La sélection cubaine, qui compte 25 titres mondiaux et trois titres olympiques, est devenue vice-championne olympique lors du tournoi de Baseball aux Jeux olympiques d'été de 2008 à Pékin, battue en finale par la Corée du Sud.
Les États-Unis se sont opposés en 2005 à ce que Cuba puisse participer à la Classique mondiale de baseball, au nom de l’embargo imposé à l'ile depuis 1962. Les protestations internationales conduisent cependant Washington à accepter la participation cubaine.
La sélection cubaine participe à la Classique mondiale de baseball 2009 du 5 au 23 mars 2009.
En mai 2021, l'équipe de Cuba de baseball se déplace aux États-Unis pour participer au qualificatif américain des équipes de baseball pour les Jeux olympiques de Tokyo. Dès son arrivée le joueur César Prieto fait défection pour quitter Cuba,. Puis à l'issue des compétitions et pour la première fois de son histoire l'équipe de Cuba n'est pas qualifiée pour participer aux jeux olympiques. Enfin deux autres membres de l'équipe décident de ne pas retourner à Cuba, le lanceur Lázaro Blanco et le psychologue Jorge Sile Figueroa,.

## Palmarès

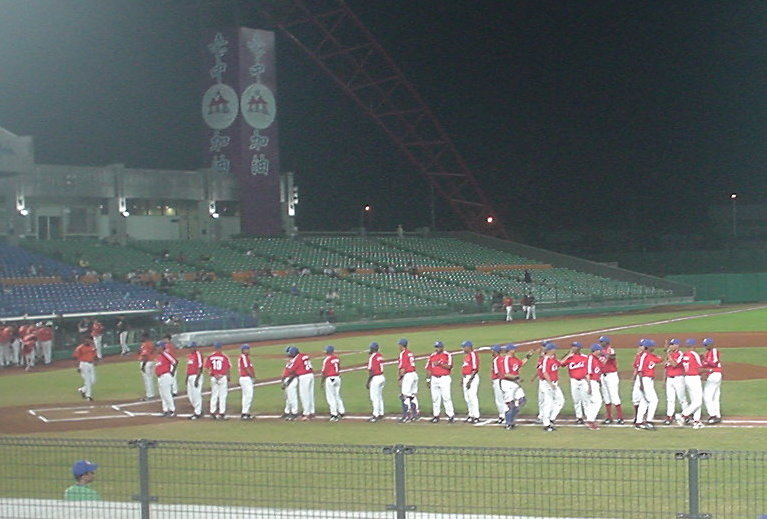
La sélection cubaine en 2006

Jeux olympiques
- 1992 :  1er
- 1996 :  1er
- 2000 :  2e
- 2004 :  1er
- 2008 :  2e

Classique mondiale de baseball
- 2006 :  2e
- 2009 : éliminée au 2e tour
- 2013 : éliminée au 2e tour
- 2017 : éliminée au 2e tour
- 2023 : 4e

Coupe du monde de baseball
| - 1939 : 1er - 1940 : 1er - 1941 : 2e - 1942 : 1er - 1943 : 1er - 1944 : 3e - 1945 : non qualifiés - 1947 : non qualifiés - 1948 : non qualifiés - 1950 : 1er - 1951 : 3e - 1952 : 1er - 1953 : 1er |  | - 1961 : 1er - 1965 : boycott - 1965 : 1er - 1970 : 1er - 1971 : 1er - 1972 : boycott - 1973 : 1er - 1974 : 1er - 1976 : 1er - 1978 : 1er - 1980 : 1er - 1982 : boycott |  | - 1984 : 1er - 1986 : 1er - 1988 : 1er - 1990 : 1er - 1994 : 1er - 1998 : 1er - 2001 : 1er - 2003 : 1er - 2005 : 1er - 2007 : 2e - 2009 : 2e - 2011 : 2e |

Jeux panaméricains
| - 1951 : 1er - 1963 : 1er - 1967 : 2e - 1971 : 1er - 1975 : 1er |  | - 1979 : 1er - 1983 : 1er - 1987 : 1er - 1991 : 1er - 1995 : 1er |  | - 1999 : 1er - 2003 : 1er - 2007 : 1er |

Coupe intercontinentale de baseball
| - 1979 : 1er - 1981 : 2e - 1983 : 1er - 1985 : 1er - 1987 : 1er |  | - 1989 : 1er - 1991 : 1er - 1993 : 1er - 1995 : 1er - 1997 : 2e |  | - 1999 : 2e - 2002 : 1er - 2006 : 1er - 2010 : 1er |